# سیلور سرفر
سیلور سرفر (به انگلیسی: Silver Surfer) یک شخصیت خیالی در کتاب‌های کامیک آمریکایی منتشر شده توسط مارول کامیکس است؛ که توسط جک کربی خلق شده‌است و برای اولین بار، در شمارهٔ ۴۸ مجلهٔ چهار شگفت‌انگیز (مارس ۱۹۶۶) معرفی شد. موج‌سوار نقره‌ای یک بیگانه انسان‌نما با پوستی فلزی است که قادر به سفر در فضا با استفاده از وسیله‌ای شبیه به تخته موج‌سواری است. او در ابتدا یک ستاره‌شناس جوان به نام نورین راد در سیارهٔ زن-لا بود. او سیارهٔ خود را از دست «بلعنده جهان‌ها»، گالاکتوس، با خدمت به او به عنوان یکی از منادی‌هایش نجات داد، و در عوض با بخش کوچکی از نیروهای کیهانی گالاکتوس آغشته شد. سپس راد از قدرت گسترده، بدنی جدید و وسیله‌ای مشابه با تخته موج‌سواری برخوردار شد که توسط آن می‌توانست با سرعتی بیش از سرعت نور پرواز کند.